# Rantasalmi
Rantasalmi este o comună din Finlanda, situat în sudul țării.
Aici s-au născut arhitectul Eliel Saarinen și hocheistul Jarkko Immonen.